# M18 (駆逐戦車)
M18（76mm Gun Motor Carriage M18：76mm自走砲車 M18）は、第二次世界大戦中に生産・使用されたアメリカ合衆国の対戦車自走砲（戦車駆逐車）である。
非公式の愛称は"ヘルキャット"（HellCat：性悪女の意）。

## 開発
アメリカ陸軍において対戦車戦闘を行う戦車駆逐大隊の装備として、M4中戦車のシャーシを流用し、3インチ（76.2mm）砲を搭載したM10とはまた別に、より軽装甲で高速なヒット・エンド・ラン戦法向きな車輌の開発が進められていた。
ビュイック社が設計。エンジンにライト・コンチネンタルR-975（400馬力）を搭載。重量を軽減するため装甲を薄くし無蓋の砲塔とし高速性（最高80km/h）を実現した。
当初予定されていた37mm砲は、対戦車用途としてはもはや使い物にならないため、57mm砲を普通の戦車と同じ密閉型旋回砲塔に搭載し、クリスティー式サスペンションを持つ対戦車車両、T49 GMCが試作された。これは、算盤の玉型のオープントップ砲塔に3インチ砲を搭載するT67 GMCに発展。さらに大幅な改良が加えられ、砲塔形状が変更されサスペンションをトーションバー式に、起動輪を後部から前部に移動したT70 GMCとなり、これが76mm GMC M18として制式化され、1943年7月-翌年10月までに、合計2,507輌がビュイック社によって生産された。

## 構成

### 車体
M18は、圧延鋼板を溶接して組み上げた構造で、当時の米国戦車のずんぐりしたスタイルとは異なる、戦後戦車風の洗練されたシルエットであった。エンジンは、M3中戦車系とM4中戦車系でも使われていた空冷星型のコンチネンタルR975だが、これら中戦車の車高を上げる一因だった斜めに伸びた伝導シャフトを、トランスファーとユニバーサルジョイントを介して床板と水平に這わせ、エンジングリルだけを盛り上がった形状にしてスペースを確保することで、車高を抑えている。更に車体後部を開き、ガイドレールに載ったエンジンを引き出すことができるなど、整備性も大変優れていた。
装甲は、一番厚い砲塔前面部で1インチ（25.4mm）、他の部分でも0.5インチ（12.7mm）と薄く、重量は18 t以下に抑えられ、これに加えトーションバー式サスペンションの性能もあって、路上最大速度80km/hという、第二次世界大戦の装軌式装甲戦闘車両としては世界最速を誇った。車体には渡橋重量表示を示す18の数字（渡橋重量18t）が表示され、重装備に比べて車体は極めて軽量化されていた。
定員は5人（車長、操縦手、操縦助手、砲手、装填手）。後のM24軽戦車同様に、車体前部には操縦手と操縦助手が並んで座っており、どちらにも同じ操縦装置が設けられていた。

### 武装

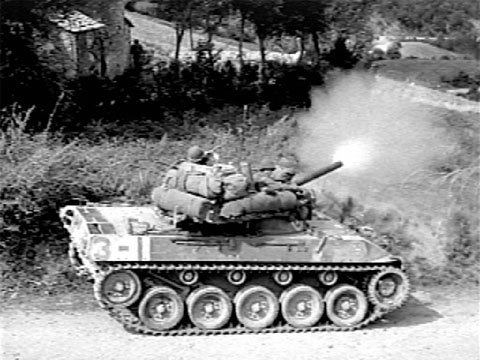
射撃を行うM18
イタリア戦線での撮影
初期の生産車両で、主砲にマズルブレーキが装着されていない

M18の主砲である76mm M1A1、M1A1C、M1A2戦車砲（名称では76mmだが、正確には口径76.2mm）は、M4A1(76)-M4A3(76)中戦車に搭載されたものと同じで、おおむねドイツ軍の7.5 cm KwK 40 戦車砲や7.5 cm PaK 40 対戦車砲に匹敵する装甲貫徹性能を持ち、高速徹甲弾を用いることでより高い性能を発揮した。
M1A1CとM1A2には、後に装薬量が多く反動が大きいAPCR弾に対応するため、砲口にダブルバッフル型のマズルブレーキが追加されたが、大戦中の車輌の多くには未装備のままであった。
また、敵戦車との遭遇率が下がるにつれ、火力支援用に駆り出されたが、この任務においては76.2mm砲よりも榴弾の炸薬量の多い75mm砲の方が有効であり、あまり適役とはいえなかった。この他にも、砲塔上部のリングマウントに12.7mm機関銃を搭載、現地改造で7.62mm機銃を砲塔右側に増設した車輌も確認できる。

## 運用

### 第二次世界大戦
第二次世界大戦ではヨーロッパ戦線に投入された。
M18の実戦参加は、1944年1月のイタリアのアンツィオ上陸作戦以降である。本車は、ドイツ軍が軽戦車を改造して作ったような、即席の対戦車自走砲とは比較にならないほど完成度が高く、機動性も優れていた。開発のコンセプトである機動性を活かしたヒット・エンド・ラン戦法で、M4シャーマンには難敵であった重装甲のティーガー重戦車やパンター中戦車の比較的装甲が薄い側面や後面に回り込んで撃破している。アメリカ軍第4機甲師団がドイツ軍第5装甲軍を撃破したアラクールの戦いにおいて、1944年9月19日の戦闘では、戦闘指揮所を攻撃してきた14輌のパンターをM18の小隊が迎え撃ち、一方的に8輌を撃破して撃退している。数日間にM18は39輌のドイツ軍戦車を撃破したが、損失は7輌であった。
続くバルジの戦いにおいては、バストーニュの戦いで第705駆逐戦車大隊が活躍、得意のヒット・エンド・ラン戦法でドイツ軍戦車隊を翻弄、ティーガー重戦車を含む39輌の戦車、その他多数の車両を撃破して、バストーニュの防衛に大いに貢献し、バルジの戦いが終わったのちは、敵戦車との交戦も減り、主にトーチカなどの敵陣地への砲撃任務をこなしながらドイツ国内深くに進攻し、大量の捕虜を獲得している。終戦までにM18はヨーロッパ戦線にて216輌を失ったが、損失以上のドイツ軍戦車を撃破し、全体的なキルレシオは2.3：1となっている。
1944年のフィリピン戦や翌年の沖縄戦などの太平洋戦線でも実戦参加しているが、日本軍戦車に対しては過剰な攻撃力、小口径砲にも簡単に撃破される防御力はアンバランスであり、ほとんど支援砲撃用の自走砲として使われた。しかし、太平洋戦争最大の戦車戦が行われたルソン島の戦いにおいてはM18と日本軍戦車の交戦記録もある。1945年1月29日に、クラーク基地に進攻してきたアメリカ軍戦車隊に対して、戦車第2師団所属の岩下市平大尉率いる6輌の九七式中戦車（新砲塔チハ）が反撃、まず、新砲塔チハは遭遇したM7自走砲を撃破、そこにM18の駆逐戦車隊が駆け付け、1輌のM18が撃破されたが、4輌の新砲塔チハを撃破して撃退した。その後、M18隊は日本軍の迫撃砲の砲撃でさらに1輌撃破されている。
試作型であるT70は参考用として、ソ連に5輌が送られ試験を受けている。しかし雪上での機動性に問題がある事、この試作型ではトルク不足で超壕能力が低い事、ソ連陸軍で一般的に使われていないハイオクガソリンを使用し、ソ連軍自走砲に比べ燃費も良くない事、装甲が薄い等の理由で不要とされ、レンドリースは行われていない。

### 第二次世界大戦後

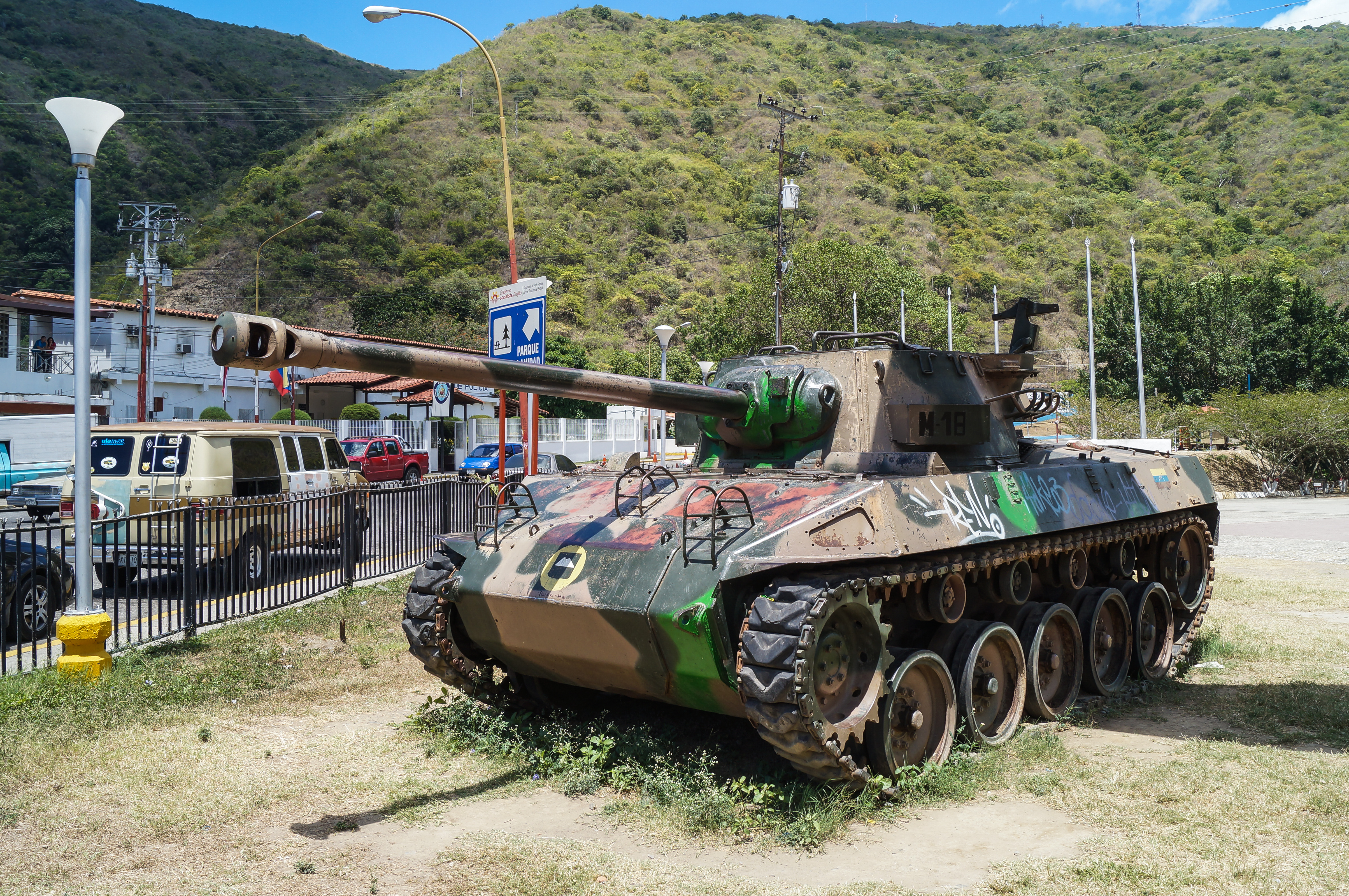
ベネズエラ陸軍の装備していた車両
トルヒージョ州の国軍公園（el parque Fuerzas Armadas Nacionales）の展示車両

M18は戦後間もなくの戦車駆逐大隊の解散と共に、アメリカ陸軍から退役した。ただし、M18の武装のないバージョンであるM39は輸送用装甲車として朝鮮戦争でも実戦参加している。
また、多くの車両がアメリカの友好国に供与、売却され、それらの国の中にはユーゴスラビア連邦もあった。ユーゴスラビアに供与された車両はイタリアの戦争映画『特攻大戦線』（原題：Corbari）を始め、現地でロケが行われた映像作品にドイツ戦車役他でよく登場している。
ユーゴスラビアへ供与された車両には、後にT-55の車体にM18の砲塔を載せた整備訓練用の自走砲に改造されたものもあった。この改造自走砲は後に連邦からの各共和国の独立を巡るユーゴスラビア紛争でスルプスカ共和国の装備として実戦で用いられている。また、クライナ・セルビア人共和国軍がM18をクライナ・エクスプレスと名付けた装甲列車に搭載して砲台として用い、クロアチア軍との戦闘で使用した。
台湾（中華民国）にも供与され、その後M42対空自走砲の車体にM18の砲塔を搭載した合体車両が50両ほど製作され、「64式戦車（六四式輕戰車）」の名称で制式化されて装備されている。
ベネズエラに供与された車両は1990年代に入ってもなお75両がベネズエラ陸軍の予備兵器として保有されており、これらはユーゴスラビアの企業が寿命延長及び近代化改修を請け負っていた。

## 各型及び派生型

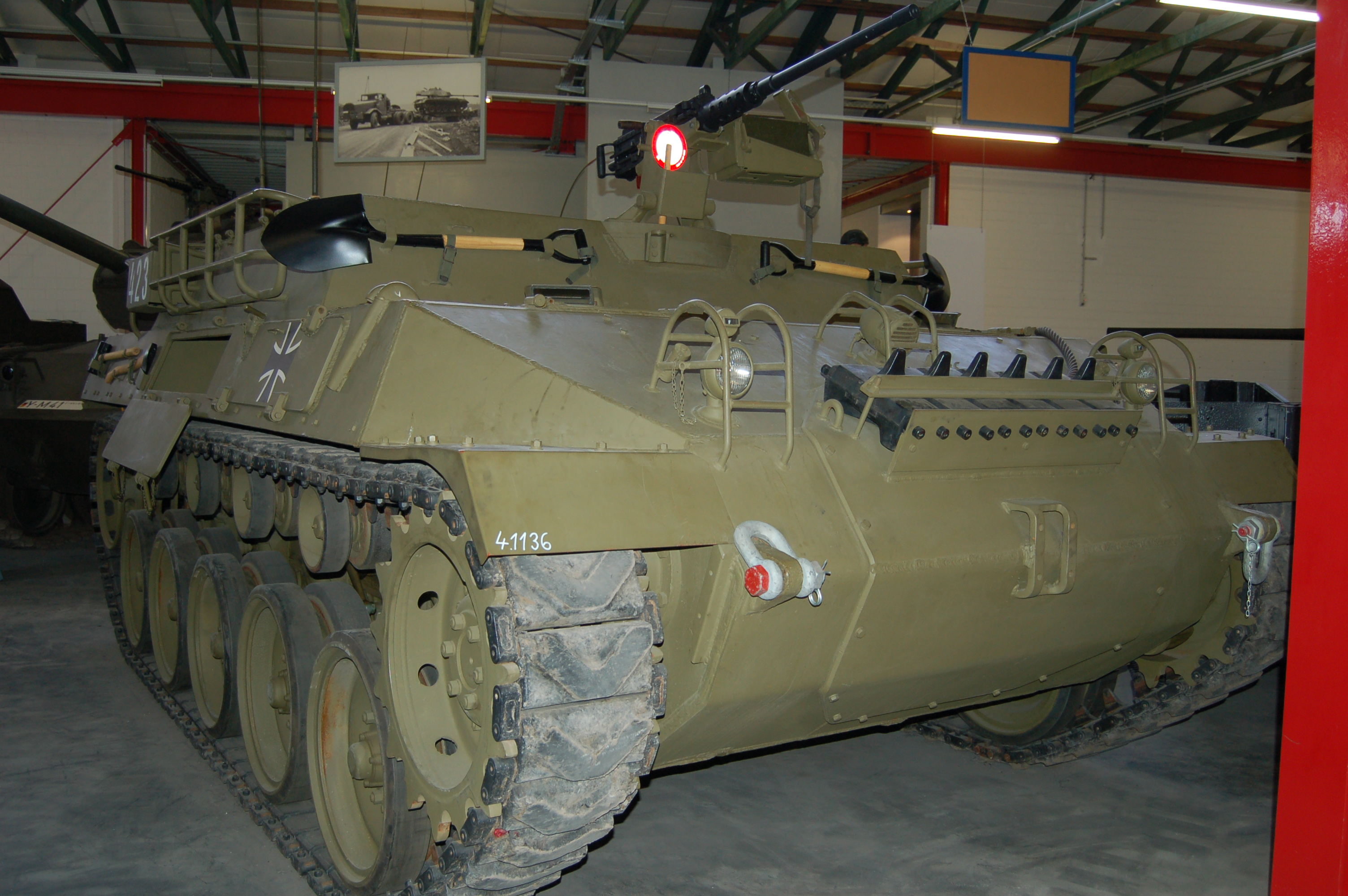
M39多目的装甲車
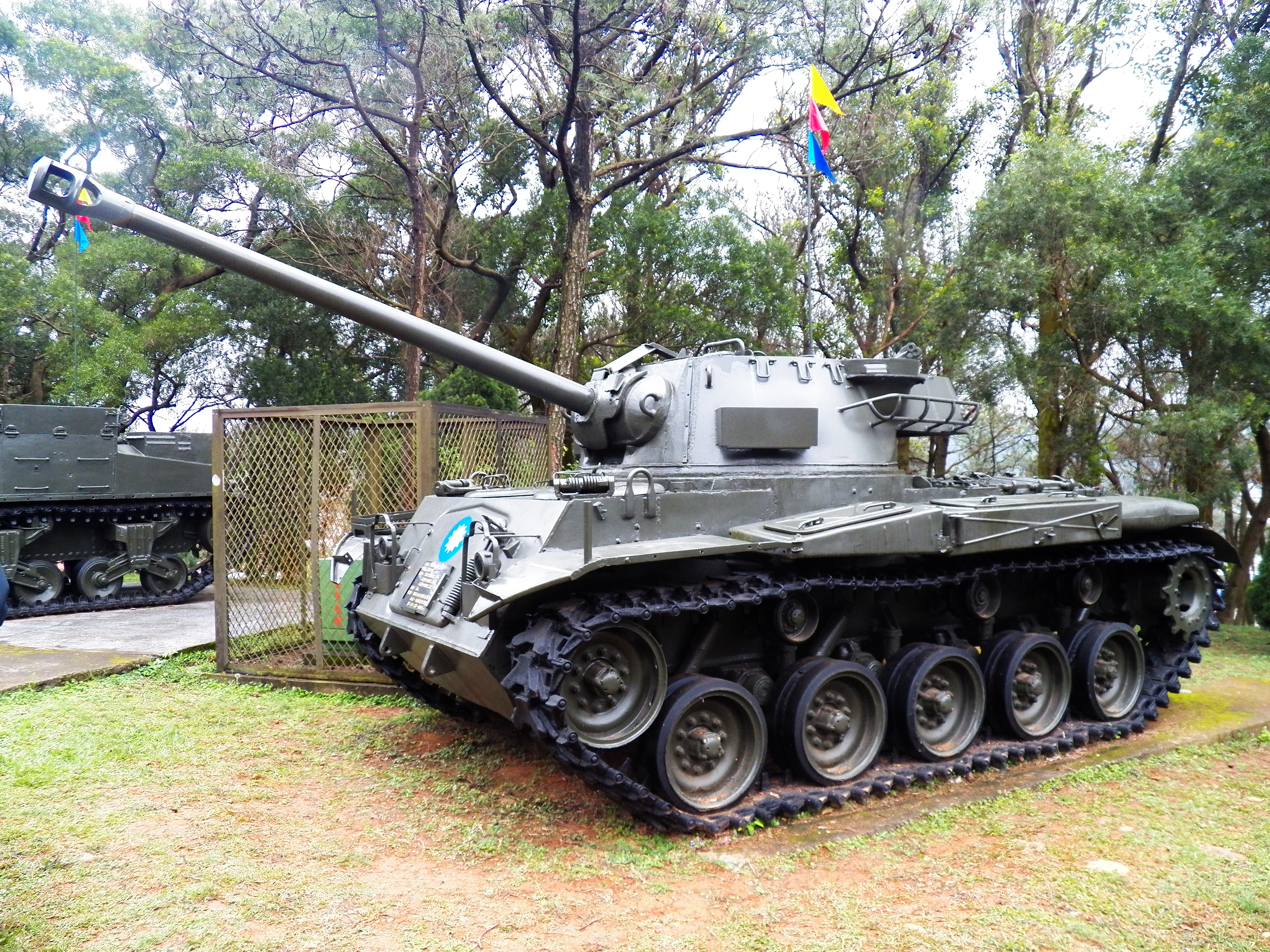
64式戦車

T49 対戦車自走砲（T49 57 mm Gun Motor Carriage）
クリスティー式のサスペンションを持ち、密閉型砲塔を持つ軽戦車タイプの試作車両。試作のみに終わった。
T67 75mm 自走砲（T67 75mm Gun Motor Carriage）
T49の車体にオープントップ式に75mm戦車砲を搭載した砲塔を搭載する火力支援型。試作のみに終わったが、コンセプトはT70対戦車自走砲に引き継がれた。
T70 対戦車自走砲（T70 75mm Gun Motor Carriage）
M18の試作型。T67のコンセプトを発展させ、クリスティー式のサスペンションをトーションバー式に改め、駆動方式を変更して各部を改良した。

M18　76mm対戦車自走砲（76 mm Gun Motor Carriage M18）
量産型。生産時期によって仕様に細かなバリエーションがあるが、制式番号は同一である。
M18 90mm砲搭載型（M18 90mm Cannon Motor Gun Carriage）
M18の主砲を90mm砲に換装した車両。終戦により試作車によるテストのみに終わった。
M18 75mm砲搭載型（M18 75mm Cannon Motor Gun Carriage）
M18の主砲を75mm戦車砲 M3に換装した車両。試作車によるテストのみに終わった。
90mm砲搭載試験型 スーパーヘルキャット（仮称）（M18 90mm Gun Turret(M36)"SuperHellCat"）
M36系の砲塔をそのまま搭載した火力強化型。一見強力なドイツ重戦車に対抗しての改良に見えるが、ヨーロッパでの戦いが終了した後の1945年6月に作られた車輌である。日本戦車に対しては無駄に強火力で、装甲は砲塔の変更で厚さが倍以上になったが、車体はそのままである。試験の結果、実用に問題なしとされ履帯幅を広げる改良も予定されたが、太平洋での戦いも終結し、量産には至らなかった。

M39 汎用装甲車（M39 Armored Utility Vehicle）
工場に戻された初期型M18の砲塔を撤去し、新しい車体上部と車内構造に改造された、M5 76.2 mm 対戦車砲用の装甲牽引車、または8人乗りの装甲兵員輸送・指揮車輌。1945年3月までに640輌が生産され、朝鮮戦争でも使われ、1957年まで使用された。
T65 火炎放射戦車
M39多目的装甲車にカナダ製イロコイ火炎放射器を搭載したもの。試作2輌のみで終わった。
M44 装甲兵員輸送車（M44 Armored Utility Vehicle）
T16の名称でM18の走行装置を流用して開発された、アメリカ軍最初の装軌式密閉型装甲兵員輸送車。大型に過ぎると評価は芳しくなく、数両の生産に終わり、より小型のM75装甲兵員輸送車が開発された。
T42 高速牽引車（T42 High Speed Tractor）
M18と共通のエンジンと走行装置を持つ砲兵牽引車型。試作されたものの、能力不足と判断され、同様のコンセプトでM41軽戦車と共通のエンジンと走行装置を使用したT-42-II（T42E1、後のM8A1 高速牽引車）が開発されたため試作のみに終わった。

T88 105mm 自走榴弾砲（T88 105mm Howitzer Motor Carriage）
火力支援任務に適した武装に変更されたもの。M4榴弾砲を搭載したT88と、軽量なT12榴弾砲を搭載したT88E1が試作されたが、完成前に終戦となり計画はキャンセルされた。
T86 水陸両用自走砲（76mm Gun Motor Carriage T86（Amphibious）
車体を舟型にし、履帯を水上航行に適したものに変更した水陸両用型の試作車。
T86E1 水陸両用自走砲（76mm Gun Motor Carriage T86E1（Amphibious）
T86に水上航行用のスクリュープロペラを追加した試作車。
T87 水陸両用自走砲（105 mm Howitzer Motor Carriage T87（Amphibious）
T86の砲塔をT88と同じ105mm榴弾砲型とした試作車。
LVT 76mm Gun Carrier
試作水陸両用装甲車の車体にM18の砲塔を搭載した水陸両用火力支援車。
1940年代末-1951年にかけて行われたアメリカ海兵隊の次期水陸両用装甲車両研究の一環として1両のみが試作された。
LVTA 105mm Howitzer Motor Carriage
試作水陸両用装甲車の車体にT88の砲塔を搭載した水陸両用火力支援車。
1940年代末-1951年にかけて行われたアメリカ海兵隊の次期水陸両用装甲車両研究の一環として1両のみが試作された。

64式戦車（六四式輕戰車）
台湾（中華民国）軍で使用された、M42の車体にM18の砲塔を搭載した車両。
アメリカより供与されたM42およびM18の車体と砲塔を結合して約50両が製作された。
SO-76（SO-76 M18 Mod）
ユーゴスラビア連邦が独自に製作した、T-55の車体にM18の砲塔を載せた自走砲。
予備兵器として保管されていた車両を整備訓練用の教材として改造したものだが、ユーゴスラビア紛争では実戦で使用された。
- M39多目的装甲車
- 64式戦車

## 登場作品

### ゲーム
『Battle Supremacy』
アメリカ軍戦車M18ヘルキャットとして登場。ゲーム内では高い速度性を持っている。
『War Thunder』
アメリカ、イタリア、中国の陸軍ツリーにてM18対戦車自走砲として開発可能。(何故か分類は軽戦車である。)また課金車両としてM18"ブラックキャット"が登場するが、基本車両のM18と性能的にはあまり変わらない。またM36の砲塔を搭載したスーパーヘルキャットも購入することで使用可能。
『World of Tanks』、『World of Tanks Blitz』
米ティア6駆逐戦車M18 Hellcatとして開発可能。派生車両が中国ティア6軽戦車Type 64（「六四式輕戰車」参照）として販売。強化版がティア7駆逐戦車Super Hellcatとして登場
『トータル・タンク・シミュレーター』
アメリカの駆逐戦車HELL CATとして登場。
『虫けら戦車』
小さくなり虫と戦うことになったドイツ軍兵がフィールド上で見つけると使用できる。